# Thomas Moone
Thomas Moone   (Ottawa, 6 de novembre de 1908 - Meredith, 27 de juliol de 1986) va ser un jugador d'hoquei sobre gel estatunidenc que va competir durant la dècada de 1930.
El 1936 va prendre part en els Jocs Olímpics de Garmisch-Partenkirchen, on guanyà la medalla de bronze en la competició d'hoquei sobre gel.
Amb l'Olympics de Boston guanyà el campionat amateur dels Estats Units de 1935, 1939 i 1939.